# 内山太郎
内山 太郎（うちやま たろう、1944年 - 2009年）は、日本の工学者。元慶應義塾大学理工学部システムデザイン工学科教授。

## 人物
専門はレーザーの研究。産業技術総合研究所等との共同研究で、レーザーによる空気のプラズマ発光を用いて、空中に3次元映像を表示する装置の試作に世界で初めて成功した。
2009年5月3日に、スキー登山に出かけた富士山で行方不明となり、同年9月19日に2合目付近で遺体が発見された。

## 略歴
- 1944年 - 東京都に生まれる。
- 1968年 - 慶應義塾大学工学部電気工学科卒。
- 1970年 - 慶應義塾大学大学院理工学研究科修士課程修了。
- 1973年 - 慶應義塾大学大学院理工学研究科博士課程単位取得退学。
- 1973年 - 慶應義塾大学工学部助手。
- 1974年 - 工学博士。
- 1978年 - 慶應義塾大学工学部専任講師。
- 1979年 - 1980年、1982年、1984年 - マックス・プランク量子光学研究所客員研究員。
- 1988年 - 慶應義塾大学理工学部助教授。

## 著書
- 電磁気工学（培風館、2002年5月、ISBN 978-4563069551） - 共著